# 格羅斯泰峰
46°12′10″N 10°54′43″E / 46.20278°N 10.91194°E

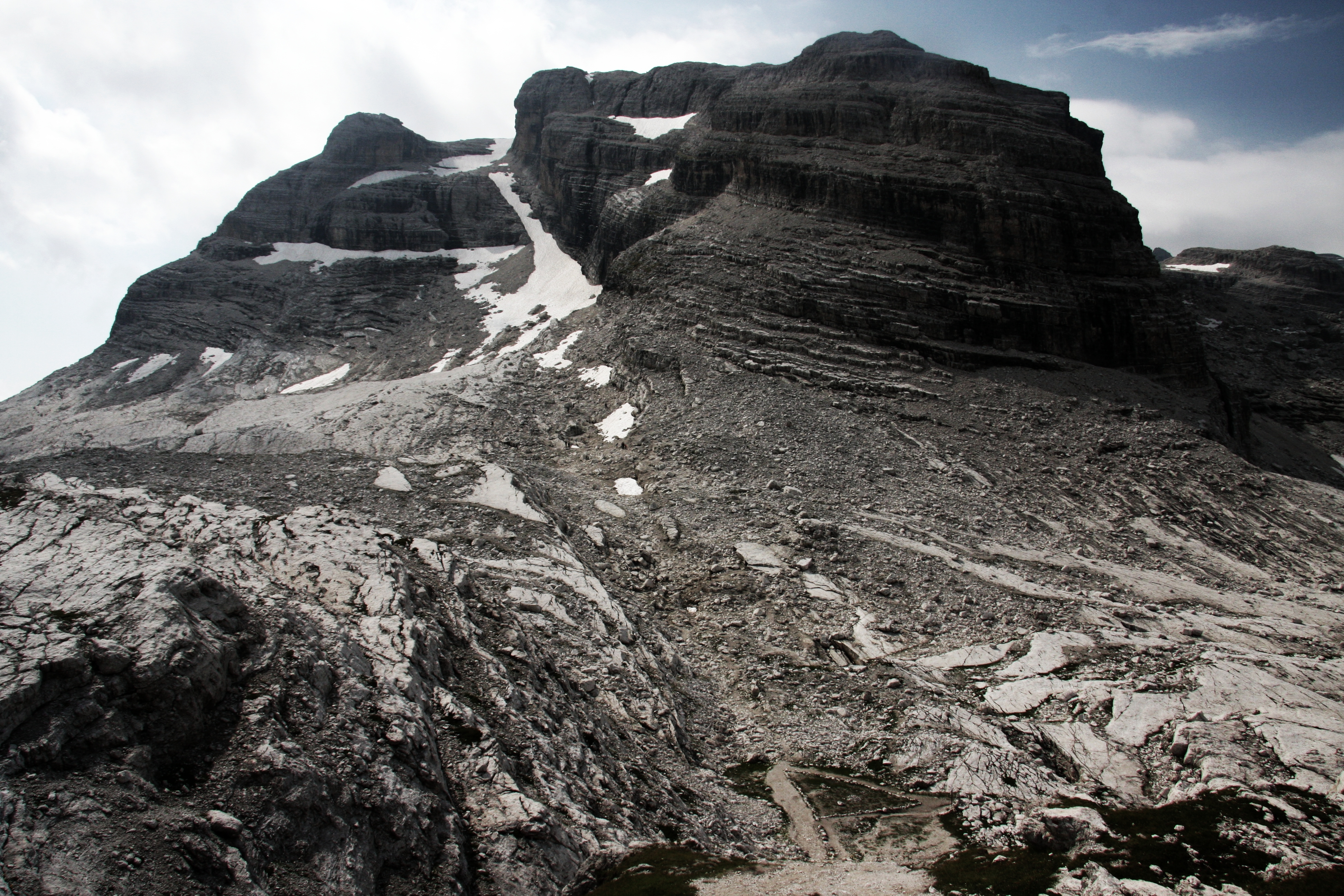

格羅斯泰峰（義大利語：Cima Grostè），是意大利的山峰，位於該國北部，由特倫托自治省負責管轄，屬於南石灰岩山脉中布倫塔山脈的一部分，海拔高度2,898米，